# Ушаков, Игорь Дмитриевич
Иго́рь Дми́триевич Ушако́в (27 апреля 1974, Иваново, СССР) — российский футболист.

## Карьера
Воспитанник ивановского футбола. Начинал свою карьеру в костромской команде «Звольма-Спартак». Потом футболист играл за ряд ивановских команд. В 1999 году Ушаков перешёл в вологодское «Динамо», за которое он провел 10 сезонов и сыграл более 300 игр. Был капитаном команды. В 2009 году завершил свою профессиональную карьеру футболиста.